# فهرست مشعل‌دارانی که پاتیل المپیک را روشن کرده‌اند

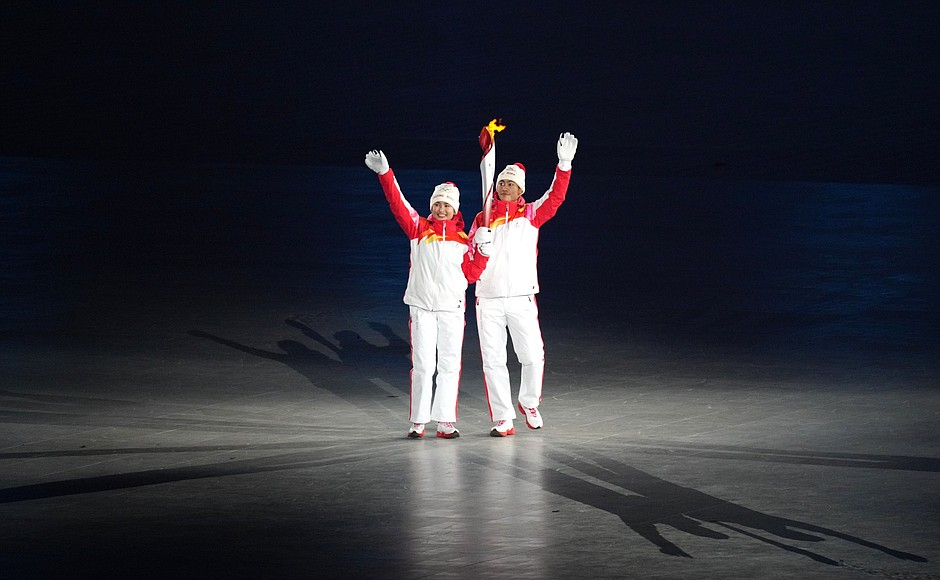
دلنیگر الهام‌جان و ژائو جیاوون در المپیک زمستانی پکن در ۲۰۲۲ پاتیل المپیک را روشن کردند.

سنت حمل مشعل المپیک از المپیا، یونان، زادگاه بازی‌های المپیک باستان، به شهر میزبان بازی‌های المپیک مدرن از طریق یک مشعل اولین بار در سال ۱۹۳۶ و قبل از المپیک تابستانی ۱۹۳۶ معرفی شد. از آن زمان، ورزشکاران مشهور (فعال یا بازنشسته) با دستاوردهای ورزشی قابل توجه در حین نمایندگی کشور میزبان، ورزشکاران جوان آینده‌دار یا سایر افراد دارای اهمیت نمادین، به‌عنوان آخرین دونده در مسابقات اعزام مشعل المپیک انتخاب شده و در نتیجه افتخار روشن کردن پاتیل المپیک در مراسم افتتاحیه را دارند.

## افرادی که پاتیل المپیک را روشن کرده‌اند
| بازی‌ها        | مکان            | روشن‌کننده                                    | ورزش                           | یادداشت‌ها | منبع                 |
| ------------- | --------------- | -------------------------------------------- | ------------------------------ | --- | -------------------- |
| تابستانی ۱۹۳۶ | برلین           | فریتس شیلگن                                  | دو و میدانی                    | شیلگن جزء شرکت‌کنندگان در المپیک نبود، اما به‌دلیل سبک برازندهٔ دویدنش به‌عنوان مشعل‌دار انتخاب شد. | [ ۱ ]                |
| تابستانی ۱۹۴۸ | لندن            | جان مارک                                     | دو و میدانی                    | دانشجوی سابق کمتر شناخته‌شدهٔ علوم پزشکی در دانشگاه کمبریج. | [ ۲ ]                |
| زمستانی ۱۹۵۲  | اسلو            | آیجیل نانسن                                  | غیر ورزشکار                    | نوهٔ مکتشف قطب فریتیوف نانسن. او نخستین شخص غیر ورزشکاری بود که شعلهٔ المپیک را برافروخت. | [ ۳ ]                |
| تابستانی ۱۹۵۲ | هلسینکی         | پاوو نورمی                                   | دو و میدانی                    | نورمی در دههٔ ۱۹۲۰ برندهٔ نه مدال طلای المپیک شده بود؛ کولهماینن برندهٔ چهار مدال طلای المپیک بود. نورمی یک پاتیل قرارگرفته روی زمین را روشن کرد و سپس مشعل را به چهار بازیکن فوتبالی داد که آن را بالای برج رساندند. در نهایت کولهماینن پاتیل نهایی را در ارتفاع بالا قرار گرفته بود را شعله‌ور کرد. | [ ۴ ]                |
| تابستانی ۱۹۵۲ | هلسینکی         | هانس کولهماینن                               | دو و میدانی                    | نورمی در دههٔ ۱۹۲۰ برندهٔ نه مدال طلای المپیک شده بود؛ کولهماینن برندهٔ چهار مدال طلای المپیک بود. نورمی یک پاتیل قرارگرفته روی زمین را روشن کرد و سپس مشعل را به چهار بازیکن فوتبالی داد که آن را بالای برج رساندند. در نهایت کولهماینن پاتیل نهایی را در ارتفاع بالا قرار گرفته بود را شعله‌ور کرد. | [ ۴ ]                |
| زمستانی ۱۹۵۶  | کورتینا دامپتزو | گویدو کارولی                                 | اسکیت سرعت                     | شرکت‌کننده در المپیک‌های زمستانی ۱۹۴۸، ۱۹۵۲ و ۱۹۵۶. او که سوار بر اسکیت مشعل را حمل می‌کرد، در میانهٔ راه پایش به یک کابل تلویزیون گیر کرد، اما مشعل را شعله‌ور نگاه داشت. | [ ۵ ]                |
| تابستانی ۱۹۵۶ | ملبورن          | ران کلارک (ملبورن)                           | دو و میدانی                    | کلارک بعداً در سال ۱۹۶۴ موفق به کسب یک مدال برنز المپیک شد؛ ویکن نیز در المپیک ۱۹۶۴ شرکت کرد. پس از آن که ویکن پاتیل روی زمین را روشن کرد، مشعل به کارین لیندبرگ و هنری اریکسن داده شد و آن‌ها به‌طور جداگانه خود را به بالای دو برج ورزشگاه المپیک استکهلم رساندند. | [ ۶ ]                |
| تابستانی ۱۹۵۶ | ملبورن          | هانس ویکن (استکهلم)                          | سوارکاری                       | کلارک بعداً در سال ۱۹۶۴ موفق به کسب یک مدال برنز المپیک شد؛ ویکن نیز در المپیک ۱۹۶۴ شرکت کرد. پس از آن که ویکن پاتیل روی زمین را روشن کرد، مشعل به کارین لیندبرگ و هنری اریکسن داده شد و آن‌ها به‌طور جداگانه خود را به بالای دو برج ورزشگاه المپیک استکهلم رساندند. | [ ۶ ]                |
| زمستانی ۱۹۶۰  | اسکو ولی        | کن هنری                                      | اسکیت سرعت                     | قهرمان المپیک در اسکیت سرعت ۵۰۰ متر در المپیک زمستانی ۱۹۵۲. | [ ۷ ]                |
| تابستانی ۱۹۶۰ | رم              | جیانکارلو پریس                               | دو و میدانی                    | ورزشکار میدانی یونانی‌تبار. کمیته ملی المپیک ایتالیا تصمیم گرفت که آخرین مشعل‌دار المپیک باید برندهٔ یک مسابقهٔ جوانان دو صحرانوردی باشد. پریس در مسابقه برنده شد و به‌عنوان آخرین مشعل‌دار انتخاب شد. | [ ۸ ]                |
| زمستانی ۱۹۶۴  | اینسبروک        | جوزف ریدر                                    | اسکی آلپاین                    | شرکت‌کننده در المپیک زمستانی ۱۹۵۶. | [ ۹ ]                |
| تابستانی ۱۹۶۴ | توکیو           | یوشینوری ساکای                               | دو و میدانی                    | ساکای در همان روزی متولد شد که بمب اتمی بر فراز هیروشما منفجر شد. او در رقابت‌های المپیک شرکت نکرد. | [ ۱۰ ]               |
| زمستانی ۱۹۶۸  | گرونوبل         | آلن کالما                                    | اسکیت نمایشی                   | برندهٔ مدال نقره در المپیک زمستانی ۱۹۶۴. | [ ۱۱ ]               |
| تابستانی ۱۹۶۸ | مکزیکوسیتی      | انریکتا باسیلیو                              | دو و میدانی                    | دوندهٔ شرکت‌کننده در همین دور از بازی‌های المپیک؛ نخستین زنی که پاتیل اصلی المپیک را روشن کرد. | [ ۱۲ ]               |
| زمستانی ۱۹۷۲  | ساپورو          | هیدکی تاکادا (高田 英基 Takada Hideki)       | غیر ورزشکار                    | دانش‌آموز شانزده‌سالهٔ ژاپنی. | [ ۱۳ ] [ ۱۴ ]        |
| تابستانی ۱۹۷۲ | مونیخ           | گونتر زاهن                                   | دو و میدانی                    | دوندهٔ میان‌مسافتی. برندهٔ مسابقات قهرمانی جوانان آلمان غربی. | [ ۱۵ ]               |
| زمستانی ۱۹۷۶  | اینسبروک        | کریستل هاس                                   | اسکی آلپاین                    | هاس در اسکی سرازیری در المپیک زمستانی ۱۹۶۴ بندهٔ مدال طلا شد؛ فایستمانتل در لژسواری دونفره در همان دور از بازی‌ها به پیروزی رسید. | [ ۱۶ ]               |
| زمستانی ۱۹۷۶  | اینسبروک        | یوسف فایستمانتل                              | لژسواری                        | هاس در اسکی سرازیری در المپیک زمستانی ۱۹۶۴ بندهٔ مدال طلا شد؛ فایستمانتل در لژسواری دونفره در همان دور از بازی‌ها به پیروزی رسید. | [ ۱۶ ]               |
| تابستانی ۱۹۷۶ | مونترآل         | ساندرا هندرسون                               | ژیمناستیک                      | دو نوجوان به نمایندگی از کانادایی‌های انگلیسی و فرانسوی‌تبار. هیچ‌یک از آنان در بازی‌های المپیک شرکت نکردند. | [ ۱۷ ]               |
| تابستانی ۱۹۷۶ | مونترآل         | استفان پرفونتین                              | دو و میدانی                    | دو نوجوان به نمایندگی از کانادایی‌های انگلیسی و فرانسوی‌تبار. هیچ‌یک از آنان در بازی‌های المپیک شرکت نکردند. | [ ۱۷ ]               |
| زمستانی ۱۹۸۰  | لیک پلاسید      | چارلز کر                                     | غیر ورزشکار                    | روان‌پزشک اه آریزونا که از میان ۵۲ مشعل‌دار برای دویدن در مسیر نهایی انتخاب شد. | [ ۱۸ ] [ ۱۹ ]        |
| تابستانی ۱۹۸۰ | مسکو            | سرگی بلوف                                    | بسکتبال                        | عضو تیم بسکتبال شوروی، برندهٔ مدال طلا در المپیک تابستانی ۱۹۷۲. | [ ۲۰ ]               |
| زمستانی ۱۹۸۴  | سارایوو         | ساندا دوبراوچیچ                              | اسکیت نمایشی                   | شرکت‌کننده در المپیک زمستانی ۱۹۸۰ و ۱۹۸۴. | [ ۲۱ ]               |
| تابستانی ۱۹۸۴ | لس آنجلس        | رافر جانسون                                  | دو و میدانی                    | برندهٔ مدال طلای ورزش ده‌گانه در المپیک زمستانی ۱۹۶۰؛ نخستین شخص آفریقایی‌تبار که پاتیل المپیک را شعله‌ور کرد. | [ ۲۲ ]               |
| زمستانی ۱۹۸۸  | کلگری           | رابین پری                                    | اسکیت نمایشی                   | دانش‌آموز و اسکیت‌باز نمایشی مشتاق ۱۲ ساله. | [ ۲۳ ]               |
| تابستانی ۱۹۸۸ | سئول            | چونگ سون-مان                                 | غیر ورزشکار                    | چونگ سون-مان یک معلم مدرسه بود. سون یک رقصندهٔ جوان کره‌ای بود. کیم وون-تاک یک ورزشکار میدانی جوان بود که در مسابقهٔ ماراتن درهمان دور از بازی‌ها شرکت کرد. | [ ۲۴ ]               |
| تابستانی ۱۹۸۸ | سئول            | سون می-چانگ                                  | غیر ورزشکار                    | چونگ سون-مان یک معلم مدرسه بود. سون یک رقصندهٔ جوان کره‌ای بود. کیم وون-تاک یک ورزشکار میدانی جوان بود که در مسابقهٔ ماراتن درهمان دور از بازی‌ها شرکت کرد. | [ ۲۴ ]               |
| تابستانی ۱۹۸۸ | سئول            | کیم وون-تاک                                  | دو و میدانی                    | چونگ سون-مان یک معلم مدرسه بود. سون یک رقصندهٔ جوان کره‌ای بود. کیم وون-تاک یک ورزشکار میدانی جوان بود که در مسابقهٔ ماراتن درهمان دور از بازی‌ها شرکت کرد. | [ ۲۴ ]               |
| زمستانی ۱۹۹۲  | آلبرت‌ویل        | میشل پلاتینی                                 | فوتبال                         | پلاتینی به‌همراه تیم فوتبال فرانسه در المپیک تابستانی ۱۹۷۶ شرکت کرد. گرانژ بعداً به یک اسکی‌باز آلپاین تبدیل شد (و برادر کوچک‌ترش ژان-باپتیست گرانژ نیز بعدها چندین بار قهرمانی جهانی اسکی مارپیچ را کسب کرد). گرانژ که در آن زمان نه ساله بود، به جوان‌ترین روشن‌کنندهٔ تاریخ المپیک تبدیل شد. | [ ۲۵ ]               |
| زمستانی ۱۹۹۲  | آلبرت‌ویل        | فرانسوا-سیریل گرانژ                          | اسکی آلپاین                    | پلاتینی به‌همراه تیم فوتبال فرانسه در المپیک تابستانی ۱۹۷۶ شرکت کرد. گرانژ بعداً به یک اسکی‌باز آلپاین تبدیل شد (و برادر کوچک‌ترش ژان-باپتیست گرانژ نیز بعدها چندین بار قهرمانی جهانی اسکی مارپیچ را کسب کرد). گرانژ که در آن زمان نه ساله بود، به جوان‌ترین روشن‌کنندهٔ تاریخ المپیک تبدیل شد. | [ ۲۵ ]               |
| تابستانی ۱۹۹۲ | بارسلون         | آنتونیو ربولو                                | تیراندازی با کمان              | شرکت‌کننده در پارالمپیک تابستانی ۱۹۸۴، ۱۹۸۸ و ۱۹۹۲ و برندهٔ دو مدال نقره و یک مدال برنز. او که تنها شرکت‌کنندهٔ پارالمپیک بود که تاکنون پاتیل المپیک را روشن کرده است، یک پیکان شعله‌ور را به سمت یک پاتیل گاز طبیعی پرتاب کرد و آن را روشن کرد. | [ ۲۶ ]               |
| زمستانی ۱۹۹۴  | لیلهامر         | هوکون، ولیعهد نروژ                           | غیر ورزشکار                    | وارث بلافصل تخت پادشاهی نروژ. اگرچه که او از شرکت‌کنندگان در المپیک نبود، اما هم پدر او و هم پدربزرگ او در المپیک شرکت کردند و او به نیابت از آنان پاتیل را شعله‌ور کرد. پدر او آغاز بازی‌ها را اعلام کرد. | [ ۲۷ ]               |
| تابستانی ۱۹۹۶ | آتلانتا         | محمد علی کلی                                 | بوکس                           | دارای مدال طلای بوکس نیمه‌سنگین‌وزن المپیک تابستانی ۱۹۶۰؛ نخستین مسلمانی که پاتیل اصلی المپیک را شعله‌ور کرد. | [ ۲۸ ]               |
| زمستانی ۱۹۹۸  | ناگانو          | میدوری ایتو                                  | اسکیت نمایشی                   | دارای مدال نقرهٔ المپیک زمستانی ۱۹۹۲. | [ ۲۹ ]               |
| تابستانی ۲۰۰۰ | سیدنی           | کتی فریمن                                    | دو و میدانی                    | برندهٔ مدال نقره در ۱۹۹۶ که بعداً در همین دور از بازی‌ها، دو پیروزی در رشتهٔ ۴۰۰ متر کسب کرد. او به‌همراه تدی رینر، تنها نفراتی هستند پاتیل المپیک را شعله‌ور کرده‌اند و در همان دور از بازی‌ها به مدال طلا دست یافته‌اند. فریمن به‌عنوان بخشی از جشن صدسالگی پذیرش زنان در المپیک انتخاب شد و مشعل را از ۵ ورزشکار زن استرالیایی، که خود از افراد مهم در تاریخ المپیک استرالیا هستند، گرفت. او همچنین نخستین شخص بومی‌تباری است پاتیل المپیک را شعله‌ور کرده است. | [ ۳۰ ]               |
| زمستانی ۲۰۰۲  | سالت لیک سیتی   | تیم المپیکی هاکی روی یخ ایالات متحده در ۱۹۸۰ | هاکی روی یخ                    | شناخته‌شده برای بازی «معجزه روی یخ»؛ شکست تیم هاکی شوروی در مسیر رسیدن به مدال طلا. | [ ۳۱ ]               |
| تابستانی ۲۰۰۴ | آتن             | نیکولئوس کاکلاماناکیس                        | قایقرانی                       | برندهٔ طلای المپیک در ۱۹۹۶ و بعداً برندهٔ مدال نقره در همین دورهٔ المپیک. | [ ۳۲ ]               |
| زمستانی ۲۰۰۶  | تورین           | استفانیا بلموندو                             | اسکی صحرانوردی                 | برندهٔ ده مدال المپیک، که دو مورد از آن‌ها مدال طلا بوده است. یکی از پرافتخارترین المپین‌های ایتالیا. | [ ۳۳ ]               |
| تابستانی ۲۰۰۸ | پکن             | لی نینگ                                      | ژیمناستیک هنری                 | برندهٔ شش مدال المپیک، شامل سه مدال طلا در ۱۹۸۴. او موفق‌ترین ورزشکار چینی در نخستین حضور خود در المپیک پس از سال ۱۹۵۲ بوده است. | [ ۳۴ ]               |
| زمستانی ۲۰۱۰  | ونکوور          | استیو نش (پاتیل داخل سالن)                   | بسکتبال                        | له می دوان دارای دو مدال طلای ۵۰۰ متر از بازی‌های ۱۹۹۸ و ۲۰۰۲، و یک مدال برنز ۱۰۰۰ متر از بازی‌های ۱۹۹۸ بود. نش به‌همراه فینیکس سانز دو بار به‌عنوان باارزش‌ترین بازیکن در ان‌بی‌ای انتخاب شده بود و عضو سابق تیم المپیک بسکتبال کانادا نیز بود که در المپیک تابستانی ۲۰۰۰ شرکت کرد. گرین در المپیک زمستانی ۱۹۶۸ برندهٔ مدال طلای مارپیچ بزرگ و مدال نقرهٔ مارپیچ کوچک شده بود. گرتسکی عضو تیم هاکی روی یخ کانادا بود و به‌عنوان کاپیتان ادمونتون اویلرز، چهار بار برندهٔ جام استنلی شده بود (۱۹۸۴، ۱۹۸۵، ۱۹۸۷، ۱۹۸۸). او در سال ۲۰۰۲ مدیر اجرایی تیم هاکی مردان کانادا بود که آن دور از بازی‌های برندهٔ مدال طلا شد. در طول مراسم افتتاحیه، نش، گرین و گرتسکی یک پاتیل را درون ورزشگاه مسقف بی‌سی پلیس شعله‌ور کردند. سپس گرتسکی پاتیل دوم که در فضای آزاد و در نزدیکی مرکز همایش‌های ونکوور قرار داشت را شعله‌ور کرد. در طول مدت برگزاری بازی‌ها، تنها پاتیل قرار گرفته در فضای آزاد روشن ماند. قرار بود که له می دوان در شعله‌ورسازی پاتیل داخل سالن شرکت کند، اما به دلیل مشکل فنی در یکی از چهار بازوی بالابر، او در خارج از سالن ماند. با توجه به جوک ساخته‌شده در مورد مشکل فنی پیش‌آمده، این مشکل در آغاز مراسم اختتامیه برطرف شد و او توانست چهارمین بازو را که به تازگی برافراشته شده بود، روشن کرده و برای آغاز مراسم اختتامیه، پاتیل داخل سالن را شعله‌ور کند. | [ ۳۵ ] [ ۳۶ ] [ ۳۷ ] |
| زمستانی ۲۰۱۰  | ونکوور          | نانسی گرین رین (پاتیل داخل سالن)             | اسکی آلپاین                    | له می دوان دارای دو مدال طلای ۵۰۰ متر از بازی‌های ۱۹۹۸ و ۲۰۰۲، و یک مدال برنز ۱۰۰۰ متر از بازی‌های ۱۹۹۸ بود. نش به‌همراه فینیکس سانز دو بار به‌عنوان باارزش‌ترین بازیکن در ان‌بی‌ای انتخاب شده بود و عضو سابق تیم المپیک بسکتبال کانادا نیز بود که در المپیک تابستانی ۲۰۰۰ شرکت کرد. گرین در المپیک زمستانی ۱۹۶۸ برندهٔ مدال طلای مارپیچ بزرگ و مدال نقرهٔ مارپیچ کوچک شده بود. گرتسکی عضو تیم هاکی روی یخ کانادا بود و به‌عنوان کاپیتان ادمونتون اویلرز، چهار بار برندهٔ جام استنلی شده بود (۱۹۸۴، ۱۹۸۵، ۱۹۸۷، ۱۹۸۸). او در سال ۲۰۰۲ مدیر اجرایی تیم هاکی مردان کانادا بود که آن دور از بازی‌های برندهٔ مدال طلا شد. در طول مراسم افتتاحیه، نش، گرین و گرتسکی یک پاتیل را درون ورزشگاه مسقف بی‌سی پلیس شعله‌ور کردند. سپس گرتسکی پاتیل دوم که در فضای آزاد و در نزدیکی مرکز همایش‌های ونکوور قرار داشت را شعله‌ور کرد. در طول مدت برگزاری بازی‌ها، تنها پاتیل قرار گرفته در فضای آزاد روشن ماند. قرار بود که له می دوان در شعله‌ورسازی پاتیل داخل سالن شرکت کند، اما به دلیل مشکل فنی در یکی از چهار بازوی بالابر، او در خارج از سالن ماند. با توجه به جوک ساخته‌شده در مورد مشکل فنی پیش‌آمده، این مشکل در آغاز مراسم اختتامیه برطرف شد و او توانست چهارمین بازو را که به تازگی برافراشته شده بود، روشن کرده و برای آغاز مراسم اختتامیه، پاتیل داخل سالن را شعله‌ور کند. | [ ۳۵ ] [ ۳۶ ] [ ۳۷ ] |
| زمستانی ۲۰۱۰  | ونکوور          | وین گرتسکی (پاتیل‌های داخل سالن و فضای باز)   | هاکی روی یخ                    | له می دوان دارای دو مدال طلای ۵۰۰ متر از بازی‌های ۱۹۹۸ و ۲۰۰۲، و یک مدال برنز ۱۰۰۰ متر از بازی‌های ۱۹۹۸ بود. نش به‌همراه فینیکس سانز دو بار به‌عنوان باارزش‌ترین بازیکن در ان‌بی‌ای انتخاب شده بود و عضو سابق تیم المپیک بسکتبال کانادا نیز بود که در المپیک تابستانی ۲۰۰۰ شرکت کرد. گرین در المپیک زمستانی ۱۹۶۸ برندهٔ مدال طلای مارپیچ بزرگ و مدال نقرهٔ مارپیچ کوچک شده بود. گرتسکی عضو تیم هاکی روی یخ کانادا بود و به‌عنوان کاپیتان ادمونتون اویلرز، چهار بار برندهٔ جام استنلی شده بود (۱۹۸۴، ۱۹۸۵، ۱۹۸۷، ۱۹۸۸). او در سال ۲۰۰۲ مدیر اجرایی تیم هاکی مردان کانادا بود که آن دور از بازی‌های برندهٔ مدال طلا شد. در طول مراسم افتتاحیه، نش، گرین و گرتسکی یک پاتیل را درون ورزشگاه مسقف بی‌سی پلیس شعله‌ور کردند. سپس گرتسکی پاتیل دوم که در فضای آزاد و در نزدیکی مرکز همایش‌های ونکوور قرار داشت را شعله‌ور کرد. در طول مدت برگزاری بازی‌ها، تنها پاتیل قرار گرفته در فضای آزاد روشن ماند. قرار بود که له می دوان در شعله‌ورسازی پاتیل داخل سالن شرکت کند، اما به دلیل مشکل فنی در یکی از چهار بازوی بالابر، او در خارج از سالن ماند. با توجه به جوک ساخته‌شده در مورد مشکل فنی پیش‌آمده، این مشکل در آغاز مراسم اختتامیه برطرف شد و او توانست چهارمین بازو را که به تازگی برافراشته شده بود، روشن کرده و برای آغاز مراسم اختتامیه، پاتیل داخل سالن را شعله‌ور کند. | [ ۳۵ ] [ ۳۶ ] [ ۳۷ ] |
| زمستانی ۲۰۱۰  | ونکوور          | کاتریونا له می دوان (مراسم اختتامیه)         | اسکیت سرعت                     | له می دوان دارای دو مدال طلای ۵۰۰ متر از بازی‌های ۱۹۹۸ و ۲۰۰۲، و یک مدال برنز ۱۰۰۰ متر از بازی‌های ۱۹۹۸ بود. نش به‌همراه فینیکس سانز دو بار به‌عنوان باارزش‌ترین بازیکن در ان‌بی‌ای انتخاب شده بود و عضو سابق تیم المپیک بسکتبال کانادا نیز بود که در المپیک تابستانی ۲۰۰۰ شرکت کرد. گرین در المپیک زمستانی ۱۹۶۸ برندهٔ مدال طلای مارپیچ بزرگ و مدال نقرهٔ مارپیچ کوچک شده بود. گرتسکی عضو تیم هاکی روی یخ کانادا بود و به‌عنوان کاپیتان ادمونتون اویلرز، چهار بار برندهٔ جام استنلی شده بود (۱۹۸۴، ۱۹۸۵، ۱۹۸۷، ۱۹۸۸). او در سال ۲۰۰۲ مدیر اجرایی تیم هاکی مردان کانادا بود که آن دور از بازی‌های برندهٔ مدال طلا شد. در طول مراسم افتتاحیه، نش، گرین و گرتسکی یک پاتیل را درون ورزشگاه مسقف بی‌سی پلیس شعله‌ور کردند. سپس گرتسکی پاتیل دوم که در فضای آزاد و در نزدیکی مرکز همایش‌های ونکوور قرار داشت را شعله‌ور کرد. در طول مدت برگزاری بازی‌ها، تنها پاتیل قرار گرفته در فضای آزاد روشن ماند. قرار بود که له می دوان در شعله‌ورسازی پاتیل داخل سالن شرکت کند، اما به دلیل مشکل فنی در یکی از چهار بازوی بالابر، او در خارج از سالن ماند. با توجه به جوک ساخته‌شده در مورد مشکل فنی پیش‌آمده، این مشکل در آغاز مراسم اختتامیه برطرف شد و او توانست چهارمین بازو را که به تازگی برافراشته شده بود، روشن کرده و برای آغاز مراسم اختتامیه، پاتیل داخل سالن را شعله‌ور کند. | [ ۳۵ ] [ ۳۶ ] [ ۳۷ ] |
| تابستانی ۲۰۱۲ | لندن            | دزیره هنری                                   | دو و میدانی                    | پاتیل این دورهٔ بازی‌ها توسط هفت فرد نوجوان که هر یک توسط یک ورزشکار المپیکی بازنشسته نامزد شده بودند، شعله‌ور شد: - ایرلی (شیرلی رابرتسون) - داکیت (دانکن گودهیو) - هنری (دیلی تامپسون) - کرک (ماری پترز) - مک‌ریچی (سر استیو ردگریو) - رینولدز (لین دیویس) - تریسی (کلی هولمس) آستین پلی‌فوت بعداً پاتیل را در مکان جدید خود در ورزشگاه المپیک دوباره شعله‌ور کرد. داکیت تنها شخص غیر ورزشکار در میان این افراد بود. هنر بعداً در سال ۲۰۱۶ برندهٔ رشتهٔ ۴ × ۱۰۰ متر شد. | [ ۳۸ ] [ ۳۹ ] [ ۴۰ ] |
| تابستانی ۲۰۱۲ | لندن            | کیتی کرک                                     | دو و میدانی                    | پاتیل این دورهٔ بازی‌ها توسط هفت فرد نوجوان که هر یک توسط یک ورزشکار المپیکی بازنشسته نامزد شده بودند، شعله‌ور شد: - ایرلی (شیرلی رابرتسون) - داکیت (دانکن گودهیو) - هنری (دیلی تامپسون) - کرک (ماری پترز) - مک‌ریچی (سر استیو ردگریو) - رینولدز (لین دیویس) - تریسی (کلی هولمس) آستین پلی‌فوت بعداً پاتیل را در مکان جدید خود در ورزشگاه المپیک دوباره شعله‌ور کرد. داکیت تنها شخص غیر ورزشکار در میان این افراد بود. هنر بعداً در سال ۲۰۱۶ برندهٔ رشتهٔ ۴ × ۱۰۰ متر شد. | [ ۳۸ ] [ ۳۹ ] [ ۴۰ ] |
| تابستانی ۲۰۱۲ | لندن            | آیدان رینولدز                                | دو و میدانی                    | پاتیل این دورهٔ بازی‌ها توسط هفت فرد نوجوان که هر یک توسط یک ورزشکار المپیکی بازنشسته نامزد شده بودند، شعله‌ور شد: - ایرلی (شیرلی رابرتسون) - داکیت (دانکن گودهیو) - هنری (دیلی تامپسون) - کرک (ماری پترز) - مک‌ریچی (سر استیو ردگریو) - رینولدز (لین دیویس) - تریسی (کلی هولمس) آستین پلی‌فوت بعداً پاتیل را در مکان جدید خود در ورزشگاه المپیک دوباره شعله‌ور کرد. داکیت تنها شخص غیر ورزشکار در میان این افراد بود. هنر بعداً در سال ۲۰۱۶ برندهٔ رشتهٔ ۴ × ۱۰۰ متر شد. | [ ۳۸ ] [ ۳۹ ] [ ۴۰ ] |
| تابستانی ۲۰۱۲ | لندن            | ادل تریسی                                    | دو و میدانی                    | پاتیل این دورهٔ بازی‌ها توسط هفت فرد نوجوان که هر یک توسط یک ورزشکار المپیکی بازنشسته نامزد شده بودند، شعله‌ور شد: - ایرلی (شیرلی رابرتسون) - داکیت (دانکن گودهیو) - هنری (دیلی تامپسون) - کرک (ماری پترز) - مک‌ریچی (سر استیو ردگریو) - رینولدز (لین دیویس) - تریسی (کلی هولمس) آستین پلی‌فوت بعداً پاتیل را در مکان جدید خود در ورزشگاه المپیک دوباره شعله‌ور کرد. داکیت تنها شخص غیر ورزشکار در میان این افراد بود. هنر بعداً در سال ۲۰۱۶ برندهٔ رشتهٔ ۴ × ۱۰۰ متر شد. | [ ۳۸ ] [ ۳۹ ] [ ۴۰ ] |
| تابستانی ۲۰۱۲ | لندن            | کالوم ایرلی                                  | قایقرانی                       | پاتیل این دورهٔ بازی‌ها توسط هفت فرد نوجوان که هر یک توسط یک ورزشکار المپیکی بازنشسته نامزد شده بودند، شعله‌ور شد: - ایرلی (شیرلی رابرتسون) - داکیت (دانکن گودهیو) - هنری (دیلی تامپسون) - کرک (ماری پترز) - مک‌ریچی (سر استیو ردگریو) - رینولدز (لین دیویس) - تریسی (کلی هولمس) آستین پلی‌فوت بعداً پاتیل را در مکان جدید خود در ورزشگاه المپیک دوباره شعله‌ور کرد. داکیت تنها شخص غیر ورزشکار در میان این افراد بود. هنر بعداً در سال ۲۰۱۶ برندهٔ رشتهٔ ۴ × ۱۰۰ متر شد. | [ ۳۸ ] [ ۳۹ ] [ ۴۰ ] |
| تابستانی ۲۰۱۲ | لندن            | جردن داکیت                                   | غیر ورزشکار (گروه سفیران جوان) | پاتیل این دورهٔ بازی‌ها توسط هفت فرد نوجوان که هر یک توسط یک ورزشکار المپیکی بازنشسته نامزد شده بودند، شعله‌ور شد: - ایرلی (شیرلی رابرتسون) - داکیت (دانکن گودهیو) - هنری (دیلی تامپسون) - کرک (ماری پترز) - مک‌ریچی (سر استیو ردگریو) - رینولدز (لین دیویس) - تریسی (کلی هولمس) آستین پلی‌فوت بعداً پاتیل را در مکان جدید خود در ورزشگاه المپیک دوباره شعله‌ور کرد. داکیت تنها شخص غیر ورزشکار در میان این افراد بود. هنر بعداً در سال ۲۰۱۶ برندهٔ رشتهٔ ۴ × ۱۰۰ متر شد. | [ ۳۸ ] [ ۳۹ ] [ ۴۰ ] |
| تابستانی ۲۰۱۲ | لندن            | کامرون مک‌ریچی                                | روئینگ                         | پاتیل این دورهٔ بازی‌ها توسط هفت فرد نوجوان که هر یک توسط یک ورزشکار المپیکی بازنشسته نامزد شده بودند، شعله‌ور شد: - ایرلی (شیرلی رابرتسون) - داکیت (دانکن گودهیو) - هنری (دیلی تامپسون) - کرک (ماری پترز) - مک‌ریچی (سر استیو ردگریو) - رینولدز (لین دیویس) - تریسی (کلی هولمس) آستین پلی‌فوت بعداً پاتیل را در مکان جدید خود در ورزشگاه المپیک دوباره شعله‌ور کرد. داکیت تنها شخص غیر ورزشکار در میان این افراد بود. هنر بعداً در سال ۲۰۱۶ برندهٔ رشتهٔ ۴ × ۱۰۰ متر شد. | [ ۳۸ ] [ ۳۹ ] [ ۴۰ ] |
| زمستانی ۲۰۱۴  | سوچی            | ایرینا رودنینا                               | اسکیت نمایشی                   | هر دو ورزشکار سابق روسی برندهٔ سه مدال طلا در المپیک زمستانی بودند: رودینا در اسکیت نمایشی و ترتیک در هاکی روی یخ (و همچنین یک مدال نقره) | [ ۴۱ ]               |
| زمستانی ۲۰۱۴  | سوچی            | ولادیسلاو ترتیک                              | هاکی روی یخ                    | هر دو ورزشکار سابق روسی برندهٔ سه مدال طلا در المپیک زمستانی بودند: رودینا در اسکیت نمایشی و ترتیک در هاکی روی یخ (و همچنین یک مدال نقره) | [ ۴۱ ]               |
| تابستانی ۲۰۱۶ | ریو دو ژانیرو   | واندرلی ده لیما (پاتیل ورزشگاه)              | دو و میدانی                    | برندهٔ مدال برنز در رشتهٔ مارتن در المپیک تابستانی ۲۰۰۴. ده لیما نخستین آمریکایی لاتین‌تباری بود که مدال پیر د کوبرتین را کسب کرده بود. | [ ۴۲ ] [ ۴۳ ]        |
| تابستانی ۲۰۱۶ | ریو دو ژانیرو   | جورگ گومس (پاتیل عمومی)                      | دو و میدانی                    | پاتیل دوم قرارگرفته در فضای باز در روبروی کلیسای کاندلاریا توسط یک شخص ۱۴ ساله شعله‌ور شد که بخشی از پروژهٔ ورزشی در ریو دو ژانیرو بود. | [ ۴۲ ] [ ۴۳ ]        |
| زمستانی ۲۰۱۸  | پیونگ‌چانگ       | یونا کیم                                     | اسکیت نمایشی                   | برندهٔ طلای المپیک در تک‌نفرهٔ زنان در سال ۲۰۱۰ و نقره در سال ۲۰۱۴. | [ ۴۴ ]               |
| تابستانی ۲۰۲۰ | توکیو           | نائومی اوساکا (پاتیل ورزشگاه)                | تنیس                           | بازیکن تنیس ژاپنی که در این دور بازی‌های شرکت کرد، برندهٔ چهار گرند اسلم انفرادی، و بازیکن دوم جهان در زمان برگزاری بازی‌ها؛ نخستین زن با تبار سیاه‌پوست که پاتیل المپیک را شعله‌ور کرد. | [ ۴۵ ]               |
| تابستانی ۲۰۲۰ | توکیو           | آیاکا تاکاهاشی (پاتیل عمومی)                 | بدمینتون                       | دومین پاتیل که در فضای باز قرار گرفته بود، در پل آریاکه یومه-نو-اوهاشی واقع در اسکلهٔ توکیو توسط این بازیکن بازنشستهٔ بدمینتون اهل ژاپن، که در ۲۰۱۶ برندهٔ مدال طلا شده بود، شعله‌ور شد. |                      |
| زمستانی ۲۰۲۲  | پکن             | دیلینجر الهام‌جان                             | اسکی صحرانوردی                 | دیلینجر الهام‌جان، ورزشکار اسکی صحرانوردی و ژائو جیاون، ورزشکار نوردیک ترکیبی، که هر دو زادهٔ دههٔ ۲۰۰۰ بودند، افتخار شعله‌ورسازی پاتیل را کسب کردند. دیلینجر با کسب جایگاه دوم در مرحلهٔ افتتاحیهٔ یک مجموعه مسابقهٔ سرعت سه مرحله‌ای در پکن در مارس ۲۰۱۹، به نخستین زن مدال‌آور چینی در رویدادی در سطح فدراسیون بین‌المللی اسکی در رشتهٔ اسکی صحرانوردی تبدیل شد و صلاحیت حضور در المپیک ۲۰۲۲ پکن را کسب کرد. لازم است ذکر شود که دیلینجر یک اویغور اهل آلتای، شهری با فاصلهٔ نه‌چندان زیاد از زادگاه ورزش اسکی است. ژائو نیز به نخستین ورزشکار چینی تبدیل شد که در یک رویداد المپیک زمستانی، در رقابت‌های نوردیک ترکیبی شرکت می‌کرد. | [ ۴۶ ] [ ۴۷ ]        |
| زمستانی ۲۰۲۲  | پکن             | ژائو جیاون                                   | نوردیک ترکیبی                  | دیلینجر الهام‌جان، ورزشکار اسکی صحرانوردی و ژائو جیاون، ورزشکار نوردیک ترکیبی، که هر دو زادهٔ دههٔ ۲۰۰۰ بودند، افتخار شعله‌ورسازی پاتیل را کسب کردند. دیلینجر با کسب جایگاه دوم در مرحلهٔ افتتاحیهٔ یک مجموعه مسابقهٔ سرعت سه مرحله‌ای در پکن در مارس ۲۰۱۹، به نخستین زن مدال‌آور چینی در رویدادی در سطح فدراسیون بین‌المللی اسکی در رشتهٔ اسکی صحرانوردی تبدیل شد و صلاحیت حضور در المپیک ۲۰۲۲ پکن را کسب کرد. لازم است ذکر شود که دیلینجر یک اویغور اهل آلتای، شهری با فاصلهٔ نه‌چندان زیاد از زادگاه ورزش اسکی است. ژائو نیز به نخستین ورزشکار چینی تبدیل شد که در یک رویداد المپیک زمستانی، در رقابت‌های نوردیک ترکیبی شرکت می‌کرد. | [ ۴۶ ] [ ۴۷ ]        |
| تابستانی ۲۰۲۴ | پاریس           | ماری-ژوزه پرک                                | دو و میدانی                    | برندهٔ طلای المپیک در ۱۹۹۲ (دو مدال) و ۱۹۹۶. | [ ۴۸ ]               |
| تابستانی ۲۰۲۴ | پاریس           | تدی رینر                                     | جودو                           | برندهٔ مدال طلای رده‌های فوق سنگین‌وزن در ۲۰۱۲ و ۲۰۱۶، و رقابت تیم ترکیبی در ۲۰۲۰. او بعداً در ردهٔ فوق سنگین‌وزن در همین دور از بازی‌ها به پیروزی دست یافت و پس از کتی فریمن به دومین ورزشکاری تبدیل شد که پاتیل یکی از ادوار المپیک را شعله‌ور می‌کرد و در همان دور از بازی‌ها نیز به مدال طلا دست می‌یافت. | [ ۴۸ ]               |

### المپیک جوانان
| بازی‌ها               | مکان        | روشن‌کننده                      | ورزش            | یادداشت‌ها | منبع   |
| -------------------- | ----------- | ------------------------------ | --------------- | --- | ------ |
| تابستانی جوانان ۲۰۱۰ | سنگاپور     | دارن چوی                       | قایقرانی        | قایقران اهل سنگاپور که در این دور از بازی‌های شرکت کرد. |        |
| ۲۰۱۲ زمستانی جوانان  | اینسبروک    | اگون تسیمرمان                  | اسکی آلپاین     | هم تسیمرمان و هم کلامر در رویداد سرازیری به ترتیب در ۱۹۶۴ و ۱۹۷۶ برندهٔ مدال طلا شدند؛ در هر دو سال مذکور نیز مانند همین دور، کشور اتریش میزبان المپیک زمستانی بود. گرست‌گریسر از ورزشکاران نمایندهٔ اتریش در این دور از بازی‌ها. |        |
| ۲۰۱۲ زمستانی جوانان  | اینسبروک    | فرانتس کلامر                   | اسکی آلپاین     | هم تسیمرمان و هم کلامر در رویداد سرازیری به ترتیب در ۱۹۶۴ و ۱۹۷۶ برندهٔ مدال طلا شدند؛ در هر دو سال مذکور نیز مانند همین دور، کشور اتریش میزبان المپیک زمستانی بود. گرست‌گریسر از ورزشکاران نمایندهٔ اتریش در این دور از بازی‌ها. |        |
| ۲۰۱۲ زمستانی جوانان  | اینسبروک    | پال گرست‌گریسر                  | نوردیک ترکیبی   | هم تسیمرمان و هم کلامر در رویداد سرازیری به ترتیب در ۱۹۶۴ و ۱۹۷۶ برندهٔ مدال طلا شدند؛ در هر دو سال مذکور نیز مانند همین دور، کشور اتریش میزبان المپیک زمستانی بود. گرست‌گریسر از ورزشکاران نمایندهٔ اتریش در این دور از بازی‌ها. |        |
| تابستانی جوانان ۲۰۱۴ | نانجینگ     | چن رولین                       | شیرجه           | برندهٔ مدال طلای شریجهٔ پشت به پشت در المپیک‌های تابستانی ۲۰۰۸ و ۲۰۱۲، در رشته‌های ۱۰ متر و ۱۰ متر موزون. او بعداً در المپیک تابستانی ۲۰۱۶ نیز مدال طلای ۱۰ متر موزون را به دست آورد. |        |
| زمستانی جوانان ۲۰۱۶  | لیلهامر     | شاهدخت اینگرید الکساندرای نروژ | غیر ورزشکار     | فرزند بزرگ‌تر ولیعهد هوکون که پیش‌تر پاتیل المپیک زمستانی ۱۹۹۴ را نیز شعله‌ور کرده بود، پدربزرگ او آغاز این دور از بازی‌ها را اعلام کرد. | [ ۴۹ ] |
| تابستانی جوانان ۲۰۱۸ | بوئنوس آیرس | سانتیاگو لانخه و پائولا پارتو  | قایقرانی و جودو | از آنجا که بوئنوس آیرس ۲۰۱۸ نخستین دور از المپیک با برابری جنسیتی بود، شعله‌ورسازی پاتیل المپیک توسط یک زن و یک مرد انجام شد. پارتو در المپیک ۲۰۰۸ پکن برندهٔ مدال برنز، و در المپیک ۲۰۱۶ ریو برندهٔ مدال طلا شده بود؛ لانخه در المپیک ۲۰۰۴ آتن و المپیک ۲۰۰۸ پکن برندهٔ مدال برنز شده بود و در بازی‌های ۲۰۱۶ ریو قهرمان المپیک شده بود. | [ ۵۰ ] |
| زمستانی جوانان ۲۰۲۰  | لوزان       | جینا زندر                      | اسکیت نمایشی    | جوان‌ترین ورزشکار هیئت اعزامی سوئیس که در این دور از بازی‌ها شرکت کرد. |        |
| زمستانی جوانان ۲۰۲۴  | گانگوون     | لی جئونگ-مین                   | اسکی فری‌استایل  | جوان‌ترین ورزشکار هیئت اعزامی کرهٔ جنوبی که در این بازی‌ها شرکت کرد. |        |